# Europsko prvenstvo u nogometu do 19 godina
Europsko prvenstvo u nogometu do 19 godina (engl. UEFA European Under-19 Championship) je godišnje nogometno prvenstvo koje organizira europska nogometna organizacija UEFA. Pravo sudjelovanja imaju igrači koji u godini održavanja finalnog turnira nemaju više od 19 godina.
U trenutnom formatu prvenstvo se sastoji od dvije kvalifikacijske skupine i prvenstva. U drugoj kvalifikacijskoj skupini nadmeće se ukupno 28 reprezentacija koje su prošle prvu. Dakle, 4 ekipe u 7 skupina. Pobjednici svake od 7 skupina druge runde plasiraju se na finalni turnir na kojem im se priključuje i reprezentacija zemlje domaćina. 
Na završnom turniru osam momčadi se dijeli u dvije skupine. Po dvije najbolje plasirane ekipe u skupinama osiguravaju prolaz u polufinale u kome se uparuju po sistemu A1-B2, B1-A2.
Šest momčadi koje su postigle najbolje rezultate u grupnoj fazi prvenstva (za prve 3 iz obje skupine) imat će priliku sudjelovati Svjetskom prvenstvu u nogometu do 20 godina koje će se održati iduće godine.